# 김정연 (스피드스케이팅 선수)

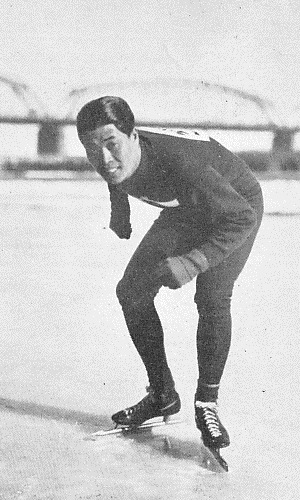
김정연 (1934년 촬영)

김정연(金正淵, 1910년 7월 7일 ~ 1992년 7월 16일)은 대한민국의 스피드 스케이팅 선수이다. 평안남도 출신이다.

## 생애
평안남도 강서군에서 출생하여 1930년에 평양고등보통학교 졸업 후 일본 메이지(명치, 明治) 대학에 입학하였다.
1933년 조선의 압록강변에서 열린 전일본 스피드스케이팅 선수권 대회에서 우승하였다. 이후 일본 국가대표로 국제대회에 참가하였다. 1934년 닛코에서 열린 전일본 대회에서도 다시 우승하여, 조선에서도 그의 활약이 자랑스럽게 보도되었다.
1936년 동계 올림픽에 일본 대표로 일본식으로 적은 긴 세이엔이라는 이름으로 참가하여, 1500m에서 15위, 5000m에서 21위, 10000m에서 13위에 올랐다. 특히 그는 이 대회에서 최장거리인 10000m에서 동양 선수로는 가장 높은 순위에 올랐고, 동계 올림픽에서 동양 출신으로는 최초로 올림픽 신기록을 작성하였다. 또한 동년 2월에 다보스에서 열린 스피드 스케이팅 세계 선수권 대회에도 참가하여 종합 11위를 차지했다. 같은 조선 출신 선수 장우식은 40위를 차지했다. 메이지 대학의 스피드 스케이팅 선수단장을 맡기도 했으며, 1937년 메이지대 졸업 후에는 한국으로 돌아와 조선총독부 학무과에서 근무했다.
김정연은 온화하고 성격도 좋고 누구나 호감을 가질만한 인격의 소유자였기 때문에 메이지대 스케이팅부의 주장이 되었다. 양정고보 시절 마라톤의 손기정은 메이지진구(明治神宮) 체육대회 등 도쿄에서 경기가 있을 때면 김정연의 호의로 메이지대 스케이팅부의 합숙소에 머무르기도 했다.
김정연은 강한 신념이 있었다. 1910년생인 김정연이 9살때 3.1 독립운동이 일어났다. 그 때 김정연의 숙부가 일본 경찰에게 후두부를 가격당해 사망했다. 김정연은 숙부의 하얀 한복이 피로 붉게 변했던 것을 결코 잊지 못했다. "일본을 이기고 민족의 힘을 보여 주는 것이 마음속에 무겁게 남은 '한'을 푸는 길이라는 신념"으로, 필사적으로 스케이팅에 매달렸다고 한다. 그는 해방후 1956년 이탈리아 코르티나담페초 동계올림픽에서 한국선수단의 감독을 맡았고 이후 대한빙상연맹회장을 역임했다.
해방 후 대한민국에 정착한 그는, 빙상계 원로로 대한빙상경기연맹 간부 등을 지내며 빙상 발전에 기여하다 1992년 세상을 떠났다.